# Американский пирог 5: Голая миля
«Американский пирог представляет: Голая миля» (англ. American Pie Presents The Naked Mile) — американский комедийный фильм 2006 года, выпущенный компанией Universal Pictures. Это вторая часть серии фильмов «Американский пирог представляет», которая является ответвлением франшизы «Американский пирог». Джон Уайт исполняет роль Эрика Стифлера, старшеклассника, получившего пропуск в зал от своей девушки (Джесси Шрэм), который приезжает к своему кузену (Стив Тэлли), чтобы пробежать милю голышом. Кристофер МакДональд исполняет роль отца Эрика, а Юджин Леви играет друга семьи Ноя Левенштейна. За ним последовал фильм «Американский пирог представляет: Переполох в общаге» (2007).
Фильм «Голая миля» был выпущен на DVD 12 декабря 2006 года на международном рынке и 19 декабря 2006 года в США. Фильм имел финансовый успех и собрал 27 460 000 долларов США.

## Сюжет
Эрик Стифлер, двоюродный брат Стива и Мэтта Стифлеров, не оправдывает фамилии, так как собирается закончить школу девственником. В начале фильма Эрик симулирует болезнь, чтобы остаться дома и заняться мастурбацией. Его родители и бабушка неожиданно заходят в дом, и на них попадает сперма Эрика, отчего бабушка умирает от сердечного приступа.
Девушка Эрика, Трейси, любит и встречается с ним два года, но не готова к сексу. Она вдруг решает, что готова, и приглашает Эрика к себе домой, чтобы заняться сексом в первый раз. Их разговор прерывается, когда ее отец спускается вниз за ночным коктейлем. Прежде чем отец Трейси успевает поймать его, голый Эрик убегает из сушилки, в которую он испражнялся, прячась там.
Друзья Эрика, Куз и Райан, планируют поездку, чтобы посетить кузена Эрика Дуайта Стифлера в Мичиганском университете для участия в мероприятии, известном как «Голая миля». Трейси видит в этом возможность дать Эрику пропуск на секс, надеясь, что он сможет утолить свои похотливые желания.
Как только Эрик и его друзья прибывают в кампус, они становятся свидетелями соревнования по выпивке, где Дуайт становится чемпионом. Позже они проигрывают в жестокой игре в футбол против злостного соперника — братства, почти полностью состоящего из лилипутов. Позже в баре Эрик знакомится с девушкой по имени Брэнди, у которой фетиш на девственниц, что побуждает Райана и Куза заключить пари на то, переспит ли с ней Эрик.
На следующее утро на Дуайта нападает братство лилипутов, когда он идет по улице, и он попадает в больницу. Однако ему удается добраться до «Голой мили», где он объединяется с Эриком, Райаном и Кузей. Сначала они не хотят бежать, но когда Брэнди, Джилл и Алексис раздеваются догола, они, наконец, побуждают их тоже раздеться. Наконец, когда Эрик и Бренди достигают финиша, они делятся поцелуем, который попадает на камеру для телевизионного репортажа. Просматривая дома репортаж о «Голой мили», Трейси расстраивается и чувствует себя виноватой за то, что позволила Эрику пройти мимо. Её друзья убеждают её также лишиться девственности до его возвращения.
Позже вечером Эрик понимает, что любит Трейси, поэтому признается Брэнди, что не может с ней переспать, и спешит обратно к своей девушке. Когда он добирается до её дома, отец Трейси говорит, что она на вечеринке. Эрик приезжает на её лошади на вечеринку, стучит в закрытую дверь спальни и признается ей в любви. Однако Трейси нет в комнате, потому что она решила, что не может осуществить свои планы. Они мирятся и занимаются сексом.
Когда на следующее утро Эрик возвращается в общежитие за своими друзьями, каждый из них рассказывает о своих сексуальных похождениях, произошедших накануне вечером. Затем парни спрашивают его, заключил ли он «сделку» с Брэнди в ту ночь, и когда Эрик отвечает, что нет, Райан выплачивает ставку Кузе. Эрик рассказывает им о своем приключении дома, чтобы помириться с Трейси и наконец-то потерять девственность. Парни гордятся им за то, что он официально оправдывает фамилию Стифлеров, и трое друзей расходятся по домам.
Во время вечеринки после «Голой мили» Дуайт замечает Вики, девушку лидера братства карликов Рока. Она отправляется в комнату Дуайта, чтобы заняться сексом. Позже, в конце фильма, Дуайт отправляет Року DVD с надписью «Payback's a bitch». На нём Дуайт и Вики занимаются сексом, к ужасу Рока.

## В ролях
| Актёр           | Роль                |
| --------------- | ------------------- |
| Джон Уайт       | Эрик Стифлер        |
| Джесси Шрэм     | Трэйси Стирлинг     |
| Стив Талли      | Дуайт Стифлер       |
| Росс Томас      | Райан Гримм         |
| Джэйк Сигел     | Майк "Круз" Крузмен |
| Юджин Леви      | Мистер Левенштейн   |
| Джордан Прентис | Рок                 |

## Места съёмок
- Средняя школа Порт Кредит, Миссиссауга, Онтарио (в фильме название было изменено на «Грейт-Фоллс. Высшая школа»).
- Индиан-Трейл-Валли — Миссиссауга, Онтарио.
- Часть фильма была снята в Университете МакМастер в Гамильтоне, Онтарио в июле 2006 года.
- Часть фильма была снята в Санкт Джордж, кампус из Университета Торонто, Торонто, Онтарио.

## Производство
Название «Голая миля» относится к реальному мероприятию, которое ежегодно проводилось студентами Мичиганского университета. Оно началось в 1985 года и закончилось в 2000 года, хотя небольшие группы проводились до 2004 года. Участники, в основном студенты старших курсов, бежали или ехали на велосипеде по заранее разработанной трассе через кампус, будучи частично или полностью обнаженными, чтобы отпраздновать последний день занятий. Городские власти начали пресекать «Голую милю» в 2000 году после того, как университет начал угрожать студентам, которые бежали, и арестовывать некоторых за непристойное обнажение. Участие в мероприятии также пострадало в результате того, что оно привлекло видеографов-любителей, которые продавали видеозаписи мероприятия в Интернете.

## Продажи DVD
DVD был выпущен 19 декабря 2006 года в США. В первые выходные было продано 478 336 экземпляров, что принесло доход в размере $9 561 937. По состоянию на апрель 2010 года было продано более 3,000,000 экземпляров, что даёт оценку дохода в $30,000,000. DVD-диск Region 2 был выпущен в Великобритании 4 декабря 2006 года в широкоэкранном формате PAL и получил сертификат 15 от BBFC со следующими рекомендациями для зрителей: «Содержит сильный язык, умеренный секс и сексуальные ссылки». Фильм прошёл без каких-либо сокращений.
DVD в регионе 1 был выпущен 19 декабря 2006 года в версиях Fullscreen R-Rated, Fullscreen Unrated и Widescreen Unrated. Все они имеют звук Dolby Digital 5.1 на английском, французском и испанском языках. Дополнительные материалы включают удаленные и расширенные сцены, ауттейки, а также полнометражный комментарий с участием режиссера, сценариста и актеров. DVD без рейтинга также содержит два бонуса.

## Приём
После коммерческого успеха выпущенного на DVD фильма «Американский пирог: Музыкальный лагерь»,Universal Studios Home Entertainment решила выпустить ещё одно продолжение фильма «Американский пирог». «Голая миля» была выпущена на видео 19 декабря 2006 года. Фильм имел финансовый успех, собрав 27 410 000 долларов США в продажах DVD на внутреннем рынке, однако второй спин-офф, как и первый, получил в основном негативные отзывы.
На сайте-агрегаторе рецензий Rotten Tomatoes рейтинг одобрения фильма составил 0% на основе 5 рецензий, средняя оценка — 3,2/10. Таннер Странски из Entertainment Weekly поставил фильму оценку «C» и написал: «Несмотря на предсказуемость, начало остаётся на уровне оригинального челюстного таппера Джейсона Биггса. Остальное довольно смертельно». Кинокритик Кристофер Налл написал: «Я никогда не думал, что поверю в то, что персонажи «Американского пирога» были богатыми и нюансированными, но по сравнению с разрозненными, наполовину написанными интригами здесь, они могут быть и из Шекспира». Крис Карле из IGN поставил фильму 3/10, написав, что это «шведский стол грубого юмора, поверхностного смеха и фанатизма». Стив Вайнтрауб из Collider написал, что «есть что сказать о комедийном тайминге и темпе даже для самой базовой формы кинематографических жанров, ни то, ни другое этот фильм совершенно не улавливает». Хизер Бурнер из Common Sense Media дала фильму 2/5, написав, что это «очередная рюшечная гонка в сторону первого раза». В статье DVD Talk Скотт Вайнберг раскритиковал актёрскую игру, режиссуру и сценарий, заявив, что «Голая миля» — одна из самых убогих, ленивых и шокирующе дилетантских комедий, которые я когда-либо видел». Слоан Фрир из The Radio Times поставил фильму 2/5, написав, что «даже поклонники подростковых сексуальных комедий найдут словесные гэги повторяющимися, предсказуемыми и часто просто несмешными, а визуальные шутки затянуты до утомительных уровней». Эрик Профанчик из DVD Verdict в своей положительной рецензии отметил, что фильм «наполнен твёрдым, буйным и похотливым остроумием, которое заставляет вас ухмыляться от его агрессивных выходок», особенно похвалив начальную сцену как «потрясающую». Питер Хаммонд из Maxim описывает «Голую милю» как «уморительное, сексуальное веселье... идёт туда, куда не доходил ни один «Американский пирог»», написав, что он «проходит лишнюю милю ради смеха и получает его».